# Racing Rugby Club de Nice
Ne doit pas être confondu avec le Rugby Nice Côte d'Azur, club créé en 2001 et disparu en 2012.
Ne doit pas être confondu avec le Stade niçois rugby, club créé en 2012.
Maillots
Le Racing Rugby Club de Nice est un club français de rugby à XV, basé à Nice.
Il disparaît en janvier 2001, placé en liquidation judiciaire. Les clubs du Rugby Nice Côte d'Azur puis du Stade niçois rugby représentent par la suite la ville de Nice.

## Histoire

### Les débuts du Racing Rugby Club de Nice
Le Racing Rugby Club de Nice, est créé en 1912.

#### Champion de France Promotion 1931
Le RRC Nice remporte le championnat de France de 3e division en 1931 après avoir disposé en finale de l'Association sportive du Midi sur le score de 8 à 4.

#### Champion de France Honneur 1934
Le RRC Nice s'impose en finale du championnat de France de 2e division en 1934 sur le score de 22 à 6 face à l'US Cognac.

#### Arrivée de Henri Roméro
L'ancien troisième ligne international Henri Romero arrive de l'US Montauban en 1966.
Deux ans plus tard, le club remonte en première division pour la première fois depuis 1945 mais ne reste qu'un an à ce niveau.
Le RRC Nice joue ensuite 3 saisons en deuxième division entre 1970 et 1972.

### La remontée en première division 1972
Toutefois, l'événement décisif de l'histoire du club se situe à l'été 1971.
Le club alors en deuxième division, reçoit l'apport inattendu de huit joueurs du RC Toulon, finaliste du dernier championnat de première division contre l'AS Béziers, en conflit ouvert avec leurs dirigeants. Parmi eux, Jean-Claude Ballatore, André et Daniel Herrero ou Jean-Pierre Mouysset.
S'ouvrent alors quinze années de succès. Le club atteint immédiatement la finale de D2 et remonte dans l'élite dès 1973 après une première expérience infructueuse en 1969 où il ne gagne que 2 matchs en 14 rencontres.

#### Vainqueur du Challenge de l’Espérance 1974 et 1976
Pour son retour en première division en 1973, Nice effectue une saison honorable avec 10 victoires et 4 défaites mais, sanctionné de 6 points de pénalité après les incidents du match perdu à Lavelanet‌, il est rétrogradé de la première à la cinquième place et redescend ainsi en groupe B.
Premier de son groupe, il remonte immédiatement dans l'élite l'année suivante et se qualifie même pour disputer le Bouclier de Brennus avec les clubs de l'élite.
Après avoir éliminé Avignon en seizième et La Rochelle en huitième, il est éliminé par le futur champion de France, Béziers en quart de finale.
La même année, Nice remporte le challenge de l'Espérance après une victoire sur Saint-Girons 23-6 en finale.
En 1975, Nice termine en tête de sa poule mais est éliminé dès les seizièmes de finale par Avignon.
En 1976, Nice, troisième de sa poule derrière Romans et Agen est éliminé par ces mêmes agenais en huitième de finale après un score nul 12-12 mais remporte un deuxième challenge après une victoire sur Tulle en finale.

#### Demi-finaliste du championnat 1977
Premier de sa poule de Championnat en 1977, Nice parvient en demi-finale pour la première fois de son histoire.
Privé de son arrière Giuliano, il s'incline toutefois contre l'AS Béziers par 15 à 10 après avoir battu le Stade toulousain en huitième puis le Biarritz olympique de Serge Blanco en quart de finale 19-17.
C'est sur ce match que l'ancien arrière international Claude Lacaze met fin à sa carrière de joueur.

#### Vainqueur du Challenge de l'Espérance 1978
L'année suivante, Nice termine à nouveau premier de sa poule en Championnat mais est éliminé dès les huitièmes de finale par Bagnères. André Herrero arrête sa carrière de joueur à l'âge de 40 ans après avoir emmené le club au sommet du rugby français.
Nice remporte cette même année son troisième Challenge de l'Espérance.
En 1979, Nice termine deuxième de sa poule en Championnat dernière le Stade toulousain et atteint les quarts de finale où il est de nouveau éliminé par Bagnères.
Le club est aussi finaliste du challenge de l'Espérance la même année.
Le club est ensuite admis dans le prestigieux challenge Yves du Manoir en 1984.
Troisième de sa poule en 1980, Nice se qualifie pour son deuxième quart de finale consécutif où il est éliminé par Béziers, futur champion de France 19-15.
La saison 1981 est bien plus difficile et Nice ne termine que huitième de sa poule en Championnat mais réussit l'exploit de sortir le RC Toulon en seizième de finale avant de chuter au tour suivant devant Montferrand.
La saison 1982 est moyenne, troisième se sa poule en Championnat, Nice est éliminé en barrage d'accès aux huitièmes de finale par Carcassonne.

#### Vice-champion de France 1983

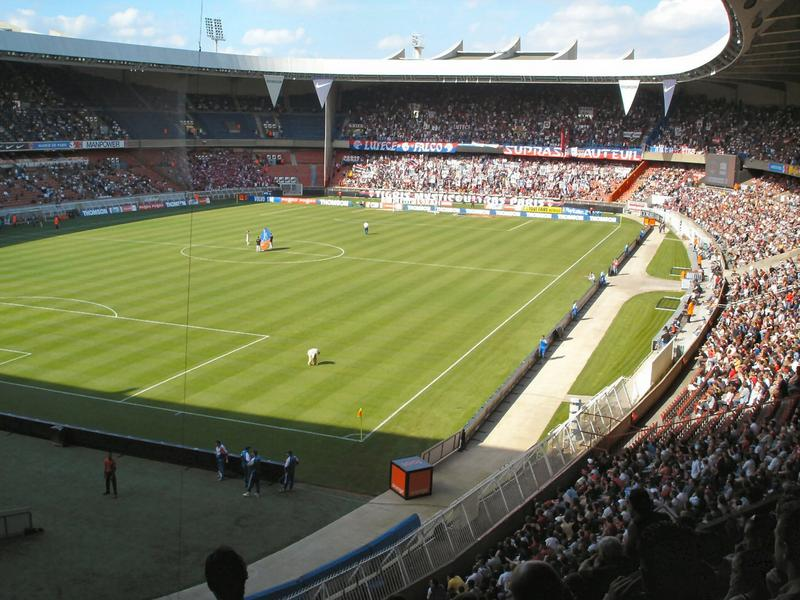
Le parc des Princes où le RRC Nice affronte l'AS Béziers en 1983.

Par la suite le club dispute une finale, perdue contre l'AS Béziers en 1983 sous la houlette de Jean-Claude Ballatore, devenu entraîneur. Cette finale est marquée par l'envahissement du terrain par les supporters biterrois à un quart d'heure du terme, alors que Béziers ne menait que 10-6.
Composition de Nice : 
 

1. Didier Félix  2. Bernard Herrero 3. Roger Charpentier 

4. Jean-Paul Pelloux 5. Tony Catoni 

6. Éric Buchet (cap.) 8. Jean-Charles Orso 7. Philippe Buchet 

9. François Pierre  10. Pierre Pédeutour 

11. Jean Méry  12. Patrick Trautmann 13. Jean-Luc Bony  14. Alain Vallet 

15. Patrick Barthélémy 

Remplaçants : Pierre Mousain, Jean-François Tordo, Christian Panzavolta, Jean-Claude Baruteau, Alain Sudre, Georges Lauribe.
‌

#### Demi-finaliste du championnat 1984
Devancé dans sa poule par Graulhet, Grenoble et Toulon l'année suivante, le RRC Nice doit passer par les barrages mais atteint toutefois les demi-finale du Championnat contre le SU Agen qu'il perd sur le score de 14-21 après avoir battu, Narbonne, premier club français à l'issue des matchs de poules en huitième puis l’US Dax de l’ouvreur international Jean-Patrick Lescarboura 21-13 en quart de finale.

#### Vainqueur du challenge Yves du Manoir 1985: symbole de l’épopée niçoise

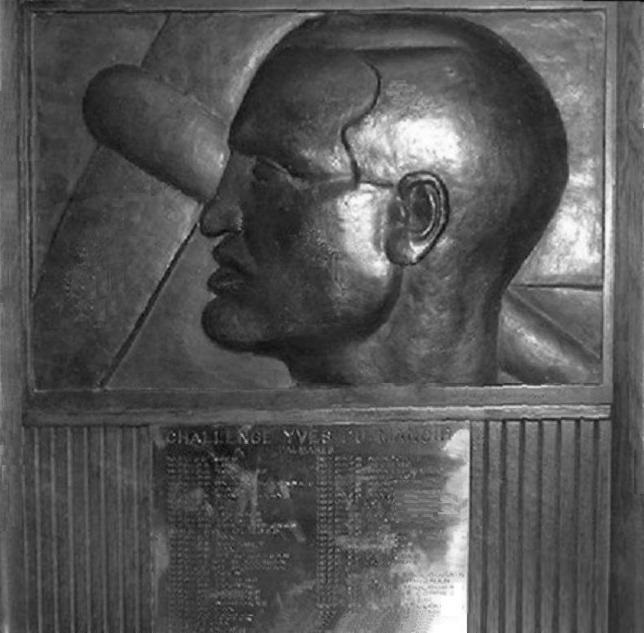
Nice remporte le challenge Yves du Manoir en 1985.

En 1985, sous la houlette toujours de Jean-Claude Ballatore, le RRCN s'offre le challenge Yves du Manoir, seul trophée majeur du club après une victoire contre Toulouse, futur champion de France en demi-finale (18-9), et une autre contre Montferrand en finale (21–16).
Équipe victorieuse du challenge Yves du Manoir en 1985 : 
 

1. Roger Charpentier   2. Didier Félix  3. Hervé Chabowski 

4. Jean-Paul Pelloux 5. Tony Catoni 

6. Éric Buchet (cap.) 8. Jean-Charles Orso 7. Alain Sudre 

9. François Pierre  10. Pierre Pédeutour 

11. Jean Méry  12. Pierre Trémouille 13. Jean-Claude Baruteu  14. Frédéric Costes 

15. Patrick Barthélémy 

En Championnat, bien que classé second club français à l’issue des matchs de poules derrière le Stade toulousain, Nice est éliminé à la surprise générale par Toulon en quart de finale au stade Vélodrome 19-9.
Le RRCN forme alors d'excellents joueurs, comme Jean-François Tordo, les frères Philippe et Éric Buchet,  Jean-Charles Orso, ou encore Christophe Moni.

#### La rentrée dans le rang
L'année suivante, Nice est éliminé en huitième de finale du Championnat par Montferrand et termine dernier de son groupe en Challenge, devancé par Toulon et Grenoble dans son groupe.
En 1987, Nice termine avant-dernier de son groupe en Championnat malgré un match nul à domicile 28-28 contre le leader, le Stade toulousain.
Le club est toutefois sauvé de la relégation car la FFR change de formule et l'élite passe à 80 clubs.
En Challenge, Nice termine dernier de son groupe pour la deuxième année consécutive.
En fin de saison, l'ouvreur Frédéric Saint-Sardos quitte le club pour Hyères tandis que le pilier Serge Simon choisit le CA Bègles-Bordeaux.
Le Championnat 1988 à 80 clubs est organisé en seize poules de cinq. Les deux premiers de chaque poule (soit 32 clubs) forment alors le groupe A et se disputent le Bouclier de Brennus. Les autres forment alors le groupe B et après une première phase de brassage, Nice 2e de son groupe est maintenu en championnat de France groupe A.
Il termine ensuite 6e de son groupe et n'est pas qualifié pour les phases finales.
Troisième de son groupe en Challenge, Nice échoue à se qualifier pour la troisième année consécutive.
L'année suivante est encore plus difficile malgré l'arrivée du demi de mêlée Frédéric Torossian. Nice se qualifie encore en groupe A mais termine ensuite avant-dernier de sa poule, défait notamment 65-0 sur le terrain du leader, Grenoble.
De plus, le club n'est même n'est pas invité en Challenge.
Les deux années suivantes restent difficiles malgré le renfort du Toulonnais Bernard Capitani et le retour de Jean-Charles Orso en 1990 puis le retour de Jean-François Tordo en 1991.
L'ouvreur et buteur Patrice Fabre arrive également au club en provenance de Bourgoin.
En 1992, Nice termine 8e de sa poule.
Il dispose du SC Albi en barrage, assurant son maintien dans l'élite puis est éliminé par le Stade toulousain en seizième de finale.
En fin de saison, Frédéric Torossian quitte le club pour la Section paloise.
Nice reste ensuite dans l'élite les 3 saisons suivantes mais n'accède pas au Top 16, devant se contenter de la Coupe André-Moga, consolante pour les clubs non-qualifiés.
Il atteint la finale de cette compétition en 1994, battu par Graulhet.
En 1995, le club manque de justesse la qualification pour le Top 16, défait de justesse à Bourgoin lors de la dernière journée.
Relégué une nouvelle fois en Coupe Moga, il réussit toutefois à terminer à la première et unique place pour l'élite, réduite de 32 à 20 clubs.

#### Relégation en groupe A2
Nice se maintient dans l'élite jusqu'en 1996, où il est relégué après une défaite contre Argelès sur Mer en match de barrage.
Cette même année, il remporte le Challenge de l'Espérance 15-3 contre le FC Auch.
Il remonte dès la saison suivante pour deux ans puis est rétrogradé en élite 2 en 1999 après une saison difficile, défait notamment 72-0 sur le terrain de l'AS Montferrand.
Le club n'est plus remonté depuis.

### Disparition du club et suite du rugby à Nice
Le club disparaît, placé en liquidation judiciaire en janvier 2001. Par la suite, le Nice Université Club, autre club de la ville fondé en 1967, s'associe à celui du Nice Rugby Club. La nouvelle entité est par la suite connue en tant que Rugby Nice Côte d'Azur. Débutant en division Honneur, elle grimpe dans la hiérarchie du rugby français jusqu'à la Fédérale 1.
En mai 2011, une rétrogradation administrative en Fédérale 3 est prononcée par la commission d'appel de la Fédération française de rugby ; le club est finalement placé en liquidation judiciaire le mois suivant. Le club du Stade niçois rugby est alors créé à compter de la saison 2012-2013.

## Palmarès

### Détail du palmarès
| Championnats de France | Challenges et coupes français | Compétitions des jeunes                                       |
| Championnat de France de première division - Vice-champion (1) : 1983 Championnat de France de deuxième division - Champion (1) : 1934 - Vice-champion (1) : 1972 Championnat de France de 3e division fédérale - Vainqueur (1) : 1931 | Challenge Yves du Manoir - Vainqueur (1) : 1985 Coupe André-Moga - Finaliste (1) : 1994 Challenge de l'Espérance - Vainqueur (4) : 1974, 1976, 1978 et 1996 - Finaliste (2) : 1979 et 1995 | Championnat de France Cadets Gaudermen - Finaliste (1) : 1999 |

### Finales disputées
| Compétition                           | Date de la finale | Vainqueur  | Score   | Finaliste | Lieu de la finale               | Spectateurs |
| ------------------------------------- | ----------------- | ---------- | ------- | --------- | ------------------------------- | ----------- |
| 3e division promotion                 | 10 mai 1931       | RRC Nice   | 8 - 4   | AS Midi   | Stade de Saulières, Béziers     | -           |
| Championnat de France de 2e division  | 06 mai 1934       | RRC Nice   | 22 – 6  | US Cognac | Stade Albert-Domec, Carcassonne | -           |
| Championnat de France de 2e division  | 14 mai 1972       | US Carmaux | 22 – 16 | RRC Nice  | Stade Aimé-Giral, Perpignan     | 9270        |
| Championnat de France de 1re division | 24 mai 1983       | AS Béziers | 14 – 6  | RRC Nice  | Parc des Princes, Paris         | 43 100      |

| Compétition               | Date de la finale | Vainqueur              | Score   | Finaliste       | Lieu de la finale               | Spectateurs |
| ------------------------- | ----------------- | ---------------------- | ------- | --------------- | ------------------------------- | ----------- |
| Challenge de l'Espérance  | 05 mai 1974       | RRC Nice               | 23 - 6  | SG Saint-Girons | Stade Aimé-Giral, Perpignan     | -           |
| Challenge de l'Espérance  | 18 avril 1976     | RRC NIce               | 35 - 20 | SC Tulle        | Parc des Sports, Le Creusot     | -           |
| Challenge de l'Espérance  | 16 avril 1978     | RRC Nice               | 16 - 7  | SC Tulle        | Stade de la Chevalière, Mazamet | -           |
| Challenge de l'Espérance  | 20 mai 1979       | FC Oloron-Sainte-Marie | 28 - 3  | RRC Nice        | Stadium municipal, Albi         | 612         |
| Super Challenge de France | -                 | RCC Nice               | -       | -               | Stade Raoul-Barrière, Béziers   | -           |
| Challenge Yves du Manoir  | 1er mai 1985      | RRC Nice               | 21 – 16 | AS Montferrand  | Stadium municipal, Toulouse     | env. 6 000  |
| Coupe André-Moga          | 1994              | SC Graulhet            | 26 – 19 | RRC Nice        | Stade Tropenas, Montélimar      | -           |
| Challenge de l'Espérance  | 1996              | RRC Nice               | 15 - 3  | FC Auch         | -                               | -           |

| Compétition                            | Date de la finale | Vainqueur     | Score   | Finaliste | Lieu de la finale                      | Spectateurs |
| -------------------------------------- | ----------------- | ------------- | ------- | --------- | -------------------------------------- | ----------- |
| Championnat de France cadets Gaudermen | 05 juin 1999      | USA Perpignan | 31 - 17 | RRC Nice  | Stade Geoffroy-Guichard, Saint-Etienne | -           |

## Personnalités du club

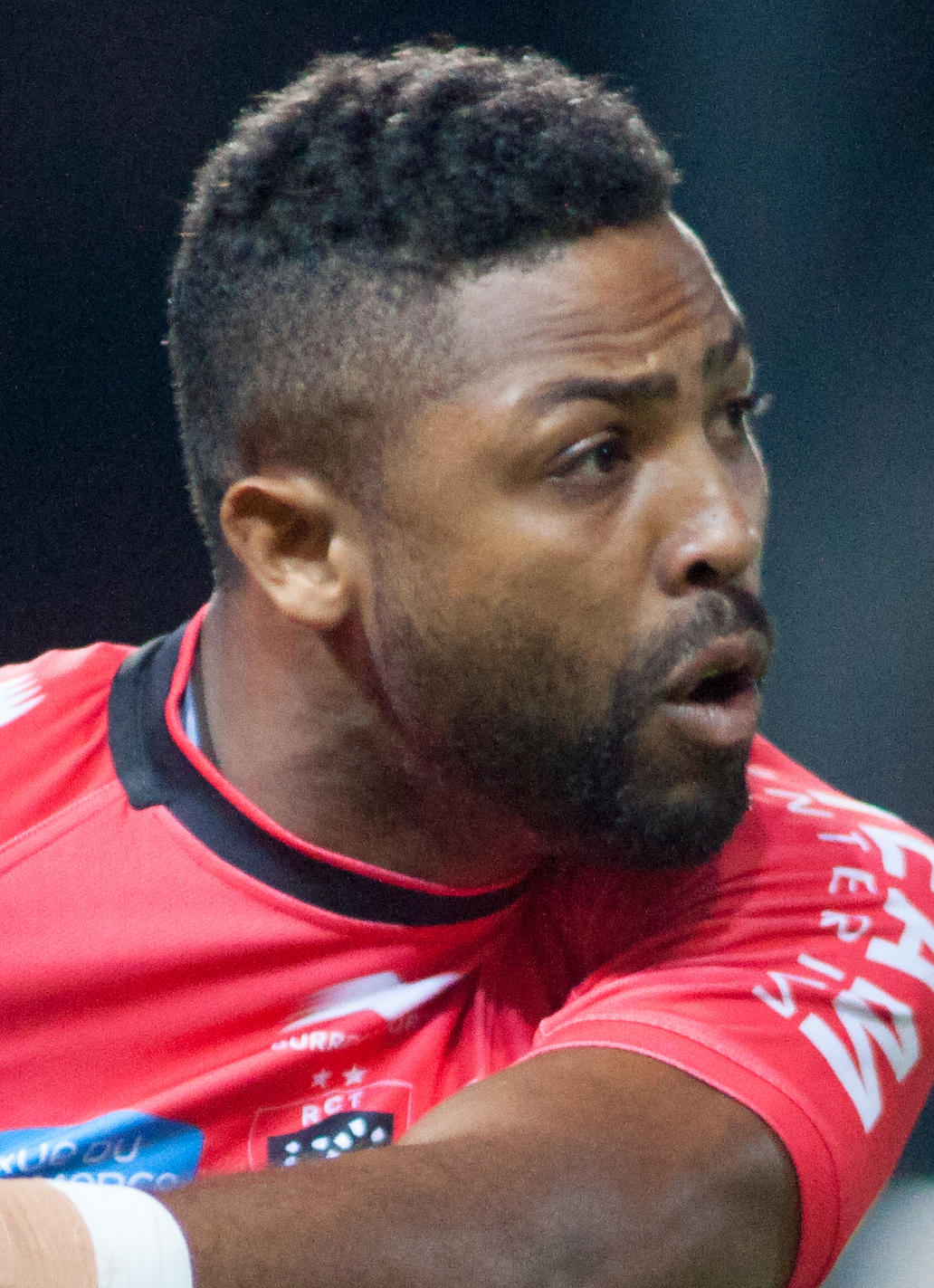
Delon Armitage
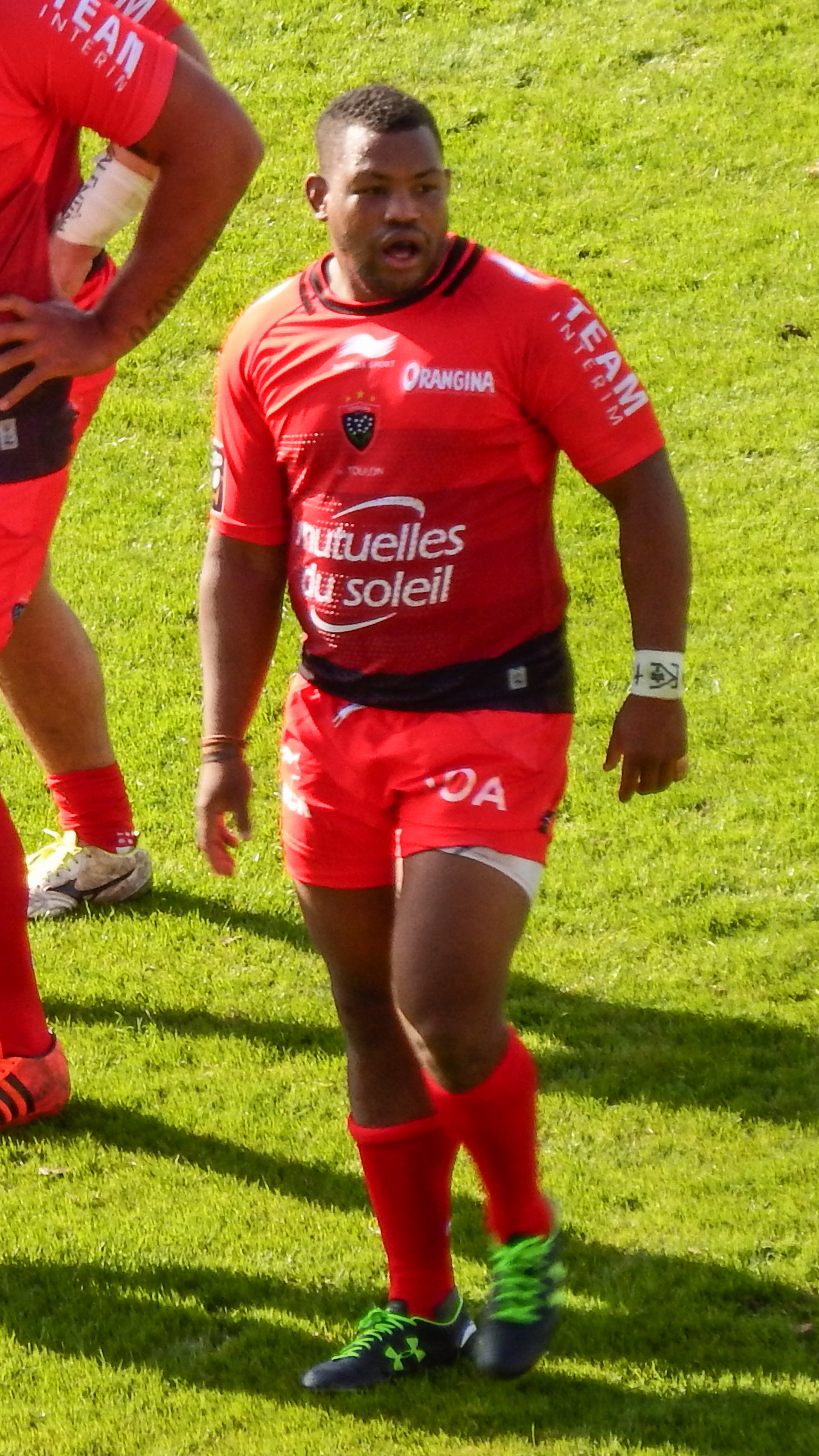
Steffon Armitage
- Claude Lacaze
- Éric Berdeu
- Frédéric Saint-Sardos
- Laurent Giolitti
- Jean-François Meslier de Rocan
- Vincent Déauze
- Franck Chouquet
- Philippe Buchet
- Éric Buchet
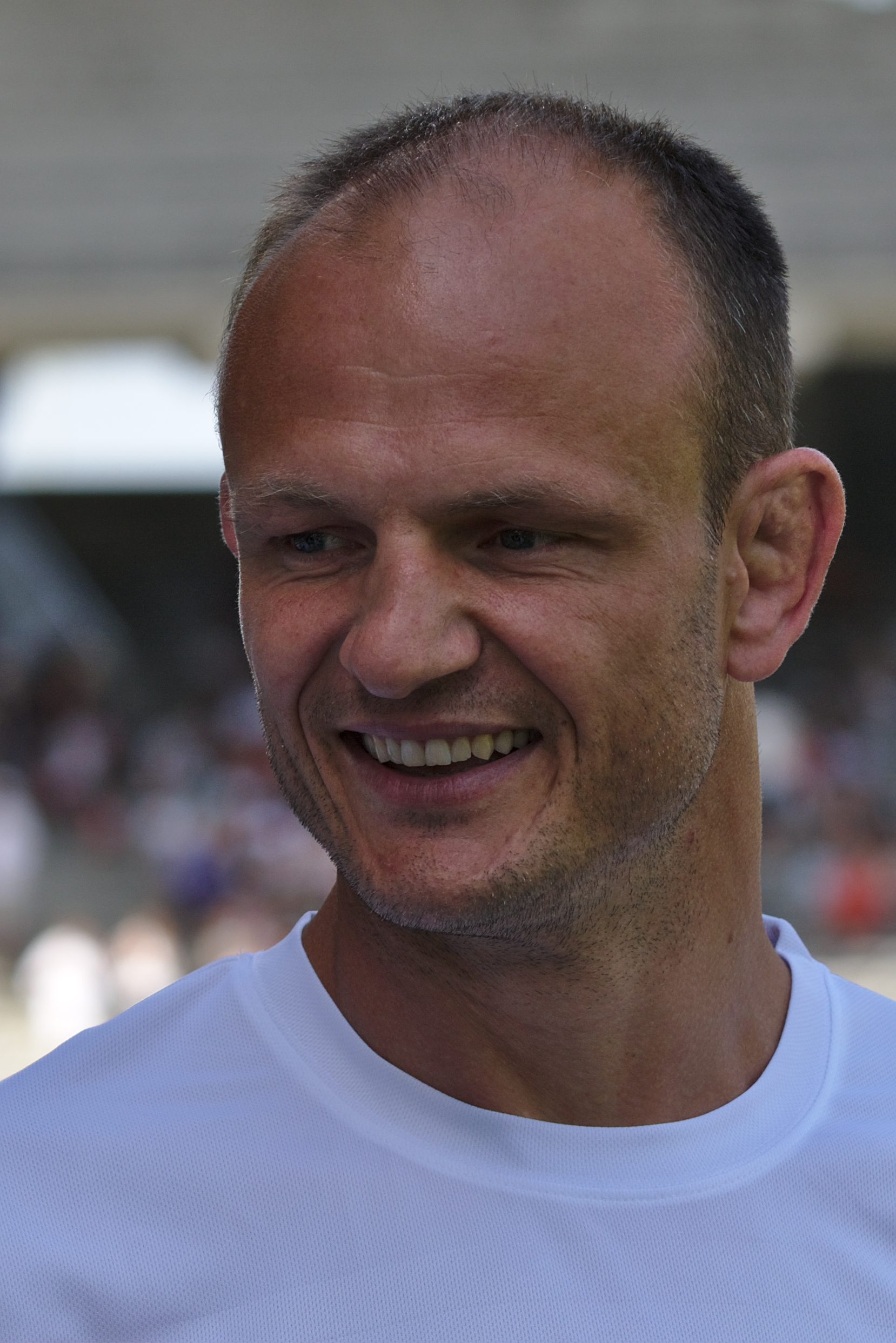
Patrick Tabacco
- Hervé Chabowski
- André Herrero
- Bernard Herrero
- Daniel Herrero
- Pierre Trémouille
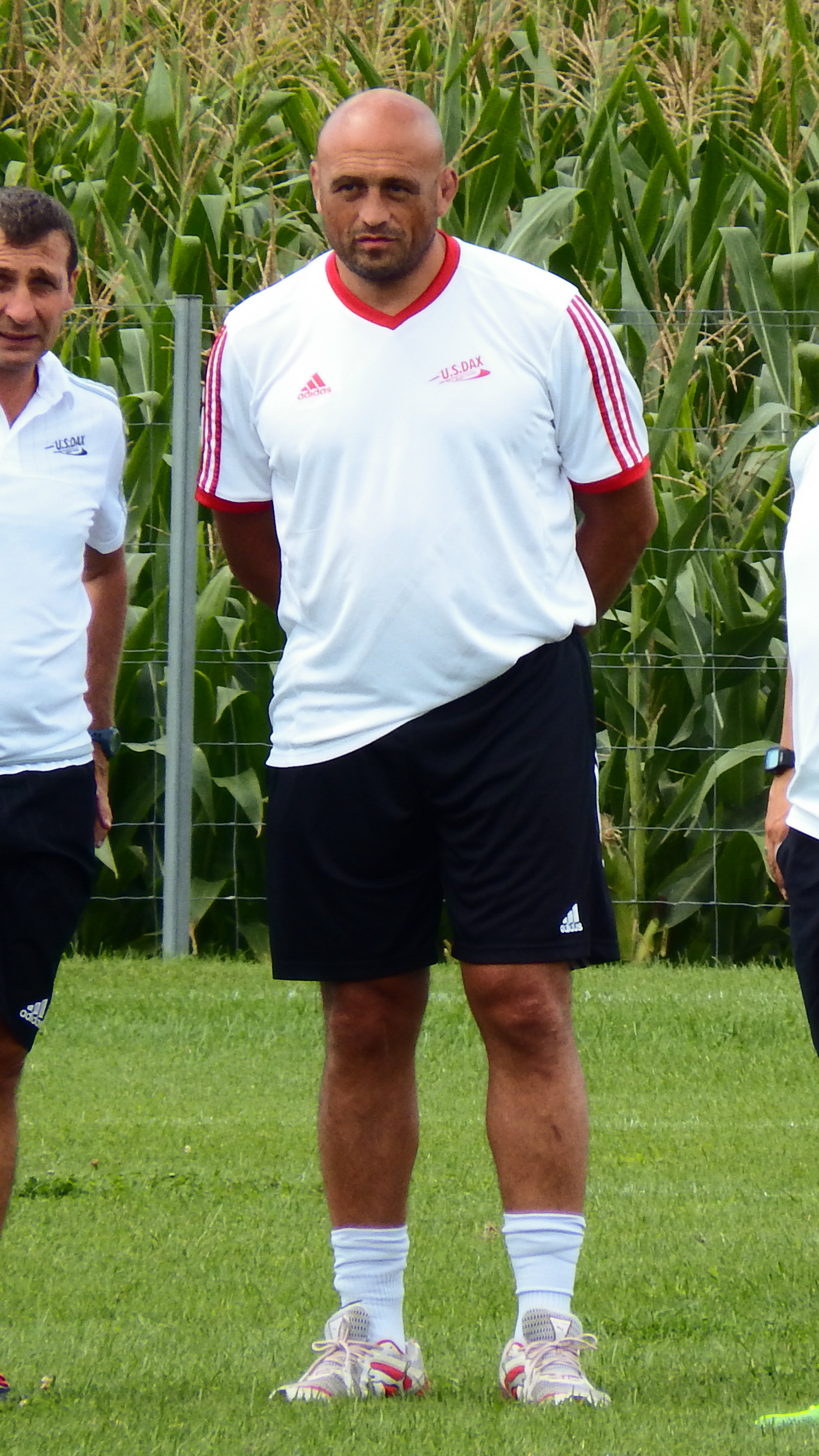
Patrick Barthélémy
- Thierry Picard
- Christophe Moni
- Jean-Charles Orso
- Pierre Pédeutour
- Michel Sappa
- Jean-François Tordo
- Franck Alazet
- Džoni Mandić
- Abraham Tolofua
- Jean-Jacques Taofifénua
- Lyonel Vaïtanaki
- Éric Dasalmartini
- Patrick Furet
- Anthony Vigna
- Frédéric Torossian
- Jean-Marc Ravanel
- Marc Pujolle

- Delon Armitage
- Steffon Armitage
- Patrick Tabacco
- Patrick Furet